# Moyeha Mountain
Moyeha Mountain är ett berg i Kanada.   Det ligger i provinsen British Columbia, i den sydvästra delen av landet, 3 700 km väster om huvudstaden Ottawa. Toppen på Moyeha Mountain är 1 791 meter över havet, eller 652 meter över den omgivande terrängen. Bredden vid basen är 5,5 km.
Terrängen runt Moyeha Mountain är bergig söderut, men norrut är den kuperad.Trakten runt Moyeha Mountain är nära nog obefolkad, med mindre än två invånare per kvadratkilometer.. Det finns inga samhällen i närheten.
I omgivningarna runt Moyeha Mountain växer i huvudsak barrskog.